# Asvestochóri (ort i Grekland, Epirus)
Asvestochóri (Asvestochori) är en ort i Grekland.   Den ligger i prefekturen Nomós Ioannínon och regionen Epirus, i den nordvästra delen av landet, 300 km nordväst om huvudstaden Aten. Asvestochóri ligger 751 meter över havet och antalet invånare är 276.
Terrängen runt Asvestochóri är huvudsakligen kuperad, men åt nordväst är den platt. Runt Asvestochóri är det ganska tätbefolkat, med 100 invånare per kvadratkilometer. Närmaste större samhälle är Ioánnina, 7,7 km nordost om Asvestochóri. Trakten runt Asvestochóri består till största delen av jordbruksmark.